# Hokejová Liga mistrů 2020/2021
Hokejová Liga mistrů 2020/2021 je v pořadí 7. ročníkem evropské klubové soutěže pořádané akciovou společností Champions Hockey League. Soutěže se účastní 32 klubů z 13 zemí. Po změně systému (v této sezoně kvůli koronaviru) se zrušila základní část a nahradila jí šestnáctifinálová utkání. Ve vyřazovací části se uskuteční celkem 61 zápasů, což je celkový počet zápasů v tomto ročníku. Kvalifikace bude znovu pouze za sportovní zásluhy.

## Kvalifikace
Kvalifikace do CHL se od sezony 2020/2021 oproti předchozím sezonám změnila, již neplatí žádné licence a kluby se musí probojovat do CHL ze svých soutěží podle těchto kritérií:
1. ligový Mistr (vítěz play-off)
2. vítěz základní části extraligy
3. druhý tým základní části extraligy
4. třetí tým základní části
5. čtvrtý tým základní části
6. pátý tým základní části

Z celkem 32 míst jich 24 připadne podle koeficientu úspěšnosti v předchozích sezonách 6 zakládajícím ligám (Švédsko (5), Švýcarsko (5), Finsko (4),Německo (4), Česko (3), Rakousko (3)), dále jedno místo pro vítěze Kontinentálního poháru a sedm pro mistry ostatních zemí (Norska, Slovenska, Francie, Běloruska, Dánska, Velké Británie a Polska). Vítězem Kontinentálního poháru 2019-2020 se stal dánský tým SønderjyskE Ishockey.
Garantované místo má pouze vítěz předchozího ročníku, jeho místo se však započítává do celkového počtu jeho země.

### Kvalifikované kluby
*Slovenský tým HC ’05 iClinic Banská Bystrica se kvalifikoval do hokejové ligy mistrů, ale vzdal se účasti kvůli aréně. Byl nahrazen běloruským týmem HK Něman Grodno, jelikož běloruská soutěž je nejvýše postavená nezakládající liga v žebříčku CHL.

## Systém soutěže
Sezóna bude zahájena rovnou vyřazovacími souboji všech 32 týmů, vyvrcholí zápasem finále 9. února 2021. Vyřazovací souboje se hrají až na finále na dva zápasy (nerozhodné zápasy se neprodlužují) a postupuje mužstvo s nejlepším celkovým skóre. Bude-li po dvou zápasech skóre nerozhodné, rozhodne desetiminutové prodloužení, popřípadě samostatné nájezdy. Finále rozhodne jediný zápas, který v případě remízy po základní hrací době rozhodne dvacetiminutové prodloužení, popřípadě samostatné nájezdy.
Týmy budou rozděleni do dvou výkonnostních košů. Týmy ze stejné země nebudou moci být vytaženy ve 1 kole.
| Koš 1 | Koš 2 |
| --- | --- |
| Frölunda Indians Luleå HF ZSC Lions EHC Red Bull München Oulun Kärpät Bílí Tygři Liberec HC Bolzano Färjestad BK EV Zug Adler Mannheim Lukko Rauma Oceláři Třinec EC Red Bull Salzburg Rögle BK HC Davos Straubing Tigers | Tappara HC Sparta Praha Vienna Capitals Skellefteå AIK HC Servette Ženeva Eisbären Berlín Tampereen Ilves EHC Biel HK Něman Grodno Junosť Minsk Stavanger Oilers Cardiff Devils SønderjyskE Ishockey Brûleurs de Loups de Grenoble GKS Tychy Aalborg Pirates |